# Камила Валиева
Камила Валиева (на руски: Ками́ла Вале́рьевна Вали́ева; на татарски: Камилә Валерий кызы Вәлиева, Kamilä Valeriy qızı Välieva) е руска състезателка по фигурно пързаляне. Европейска шампионка от 2022 година, носителка на купата на Ростелеком за 2021 година и шампионка на Скейт Канда Интернешънъл за 2021 година.
На Зимните олимпийски игри през 2022 година в Пекин печели златен медал в отборната надпревара. Тази нейна титла предизвиква един от най-големите скандали на игрите след като става ясно, че е дала положителна допинг проба на 25 декември 2021 година. Откритото вещество е триметазидин – лекарство, което засилва издръжливостта и ефективността на кръвния поток.
Положителният тест довежда до антидопингово разследване, което ще реши дали тя ще получи официално спечеления и медал. Международният олимпийски комитет взима решение да не се провеждат официални церемонии по награждаване в дисциплините, в които тя е спечелила или ще спечели медали на игрите в Пекин. В индивидуалната надпревара на игрите изненадващо остава на 4-то място след няколко грешки във волната програма. Отношението към нея от страна на нейната треньорка Етери Туберидзе както и реакциите на нейните сънароднички, които взимат златен и сребърен медал предизвикват много критики и дискусии. През януари 2024 година получава 4 години наказание за употреба на допинг.
Използвайки прякора „Мис Перфектна“ много от съдиите я определят като най-добрата фигуристка в историята на този спорт. Тя е световната рекордьорка в кратката, волната програма и общия резултат. Валиева е втората жена, която успешно приземява четворен тулуп, както и четвъртата жена успешно направила четворен скок от който и да е вид.
Валиева е от татарски произход.